# フィアミニャーノ
フィアミニャーノ（伊: Fiamignano）は、イタリア共和国ラツィオ州リエーティ県にある、人口約1,200人の基礎自治体（コムーネ）。

## 地理

### 位置・広がり
リエーティ県のコムーネ。県都リエーティから南東へ27kmの距離にある。

#### 隣接コムーネ
隣接するコムーネは以下の通り。括弧内のAQはラクイラ県所属を示す。
- アントロドーコ
- ボルゴローゼ
- ペスコロッキアーノ
- ペトレッラ・サルト
- スコッピート (AQ)
- トルニンパルテ (AQ)

### 気候分類・地震分類
フィアミニャーノにおけるイタリアの気候分類 (it) および度日は、zona F, 3163 GGである。
また、イタリアの地震リスク階級 (it) では、zona 1 (sismicità alta) に分類される。

## 行政

### 分離集落
フィアミニャーノには、以下の分離集落（フラツィオーネ）がある。
- Arapetrianni, Aringo, Brusciano, Carriafuni, Case del Forno, Case Federico, Case Tocci, Cercucce, Collaralli, Collegiudeo (Radicaro), Collemazzolino, Colle Sambuco, Corso, Fagge, Fontefredda (disabitata), Gamagna, Marmosedio, Mercato, Perdesco, Peschieta, Piedi la Piagge, San Pietro, San Salvatore, Sant'Agapito, Santa Lucia, Santa Maria, Sant'Ippolito, Santo Stefano, Ville (disabitata)